# Whonix

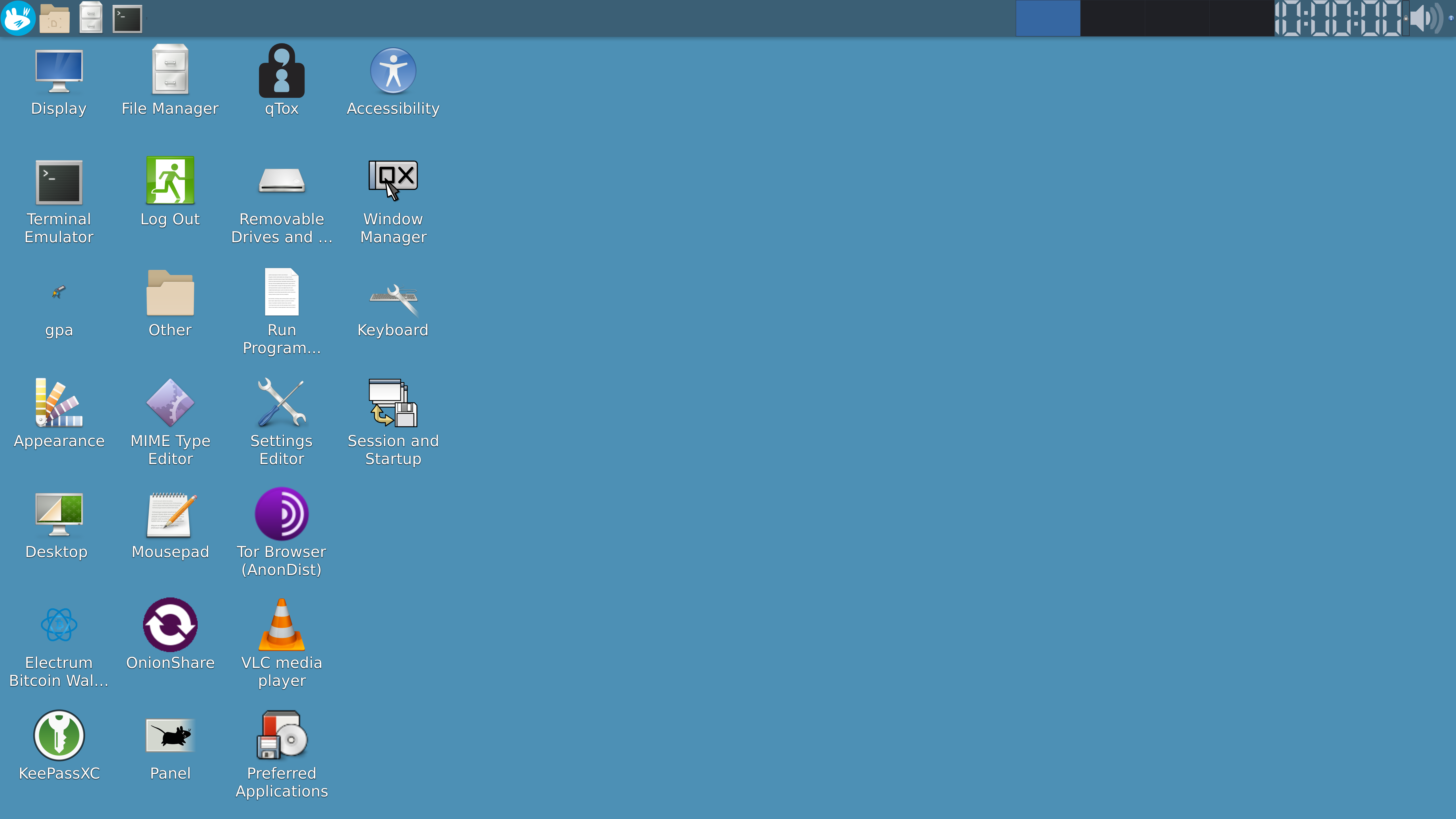
运行 XFCE 桌面环境的 Whonix 工作站

Whonix 是一个基于Debian的以安全为核心的Linux发行版。其主要目标在于保护线上的隐私、安全与匿名。这个操作系统包含两个虚拟机，一个工作站与一个基于Tor的网关机，这两个虚拟机均基于Debian。系统会迫使所有网络连接都经过Tor。

## 设计理念
工作站用于运行用户所要使用的应用程序。工作站只有对内通过虚拟LAN连接到网关VM的网络通道，这样就能强制工作站内的所有网络连接走Tor通道。网关VM负责运行Tor，网关VM有两个网络连接，一个通过Host上的NAT与互联网上的Tor中继相连，一个仅在主机内部与工作站相连。
Whonix支持的虚拟化方案有Qubes OS、VirtualBox与Linux KVM。
与Tails不同的是，Whonix在重启后不会擦除所有数据。